# 改造新人類
《改造新人類》是日本漫畫家久米田康治創作的一部搞笑類型漫畫，2011年發行OVA共三集。書名的由來是將其以同音漢字改寫成，意為「任性的改造」。

## 故事內容
故事的主要场景是虎马町，据说位于东京都练马区和埼玉县之间的夹缝地带。從小被稱為神童的勝改藏，小時候有一次在公園玩耍時被童年玩伴羽美一腳把他從高處踢到地上，自始他便精神出現問題。直至高中一次他在學校被科學學會同學的人體模型撞到昏倒，醒來時因看見科學部的同學而深信自己已被改造成改造人，每天跟原天才補習班成員「戰鬥」的每一天也隨即開始。
此漫畫帶有强烈的諷刺、黑色幽默成份。主要內容是諷刺名人时事、著名文学作品、御宅族生活或其他漫畫內容，其中包括藤子·F·不二雄、安达充、藤田和日郎、萬乘大智和赤松健等人的作品。

## 登場人物
以下介紹以最終回之前的設定為準。

### 虎馬高中

#### 科特部
勝改藏（配音：櫻井孝宏）
漫画男主角。虎马高中二年级学生，科特部成员，相貌英俊，很有女人缘。年幼时被称为神童，天才补习班的一员，但由于名取羽美的缘故受伤，自此变为妄想狂。心直口快，说话办事完全不加思索，因此经常得罪别人。在漫画早期显得性格古怪，妄想成性，后期由于地丹和羽美的性格异化，为求平衡，他的言语立场对应的转变到倾向于正常人一方。
当体温超过38.5℃时，会恢复成头脑明晰的天才。
擅长替人起恶意的绰号。
在許多領域都有成就
名字的由來是作品名「かってに改蔵」的漢字「勝手に改蔵」，取「勝」及「改蔵」而來
名取羽美（配音：喜多村英梨）
勝改藏的青梅竹马，同班同学，科特部成员。身材不佳。原本是一名普通的高中女生，对于使勝改藏失去天才一事十分愧疚，而想要补偿他。漫画中期追加“有点怪”、“没有朋友”的设定，后来又以此为基础，连续追加“手机强迫症、会向网友发骚扰短信”，“会对不愿做自己朋友的同学暴力相向”等设定，最终成为精擅咒术的多重人格变态杀人狂，且幼年时代已经有此倾向。
有多达88个人格。
擅长使用晨星作为武器。
名字的由來是名字的唸法音近鈉的英文——Natrium。
坪內地丹（配音：齋藤千和）
科特部成员，於科學部時期加入。身材矮小的眼镜少年，改藏的同班同学。漫画早期是一个因软弱而受人欺负的角色，也是各种下流笑话中受侮辱的对象。漫画中后期自甘堕落，成为真正的性格恶劣的混账。
铁道迷，收集很多火车模型，对与铁路有关的事物了如指掌，并因此結交了很多同是鐵道迷的朋友。
拥有「门口狗」的性格，在家里霸道，在外面怯懦。
令人意外的拥有“运动万能”的能力，游泳、足球、滑板滑雪样样擅长，但并未对其地位产生任何帮助。
罹患严重的斑秃脱发症，平时用四周的头发将头顶盖住。
名字「地丹」的由來是「チタン」以訓令式羅馬字寫時為「Titan」，是日語中「鈦」(Titanium)的意思
彩園鈴（配音：豊崎愛生）
高中三年級生，科特部部長，超级大美女。在漫画早期，常常就改藏的妄想而借题发挥以取乐，通过幕后手段攫取社团活动费。漫画中后期变得更加擅长操纵人心，通过各种手段造成金融震荡以从中牟利。
雖然表面上是十八歲，但在十多年前就以現在的外貌成為秋葉原受歡迎偶像組合的一人。
名字的漢字除了解作「鈴」以外，也可以寫成「錫」。

#### 其他
山田同學（山田辶）（配音：堀江由衣）
「以美貌著称的班级委员山田同学」，身材极佳。漫画早期是天才补习班成员们首要的捉弄对象，后期蜕变为以一人之力支撑着虎马高中运行的幕后英雄。
喜歡炒面夹面包。
十分貧窮，但幼时是千金小姐。
患有名字的文字渐渐消失的怪病，因此本名不详，只知道名字的一部分是“辶”，曾一度恶化为「山口同学」。也曾安上「山一」的姓名牌，后来恢复原姓山田。
泊亞留美（配音：明坂聰美）
地丹的後輩。暗戀的對象，和地丹同樣在快餐店工作，地丹經常跟蹤及偷亞留美的東西（如牧童笛）。
名子的由來是重新排序後變成，為鋁箔（Aluminium foil）之意。
坪內砂丹（配音：山野井仁）
地丹的孖生弟弟，是與哥哥不同，人格完美且無半個缺點的少年，格鬥的能力與改藏互相抗衡。
初期登場時和哥哥地丹的樣子差不多，但在未出現一段時間於連載後期再次登場時變成了美少年（眼鏡取下來），和改藏有著不尋常的友情關係。
名子的由來是撒旦。
坪内牡丹
地丹的妹妹。文靜內向的中學生，因很少登場所以也無明顯特徵。
初次登場時是家中唯一顯眼的，但連載後期再度登場時也跟砂丹的情形相同，變成了與過去不同的美少女眼鏡娘。
神崎美智子
改蔵的同學。是個喜歡漫畫與動畫的禦宅族少女，平常的活動為同人創作。但是很怕被人覺察這一點，一旦被覺察就會哭著逃開。
其全家大小均熱中於同人創作，從複印機到釘書機等對應的工具每個人都有一台。
小純（配音：永田依子）
轉學至虎馬高中並當上學生會長的關西人。在過去（確切時間不詳）與鈴搭擋成為雙人偶像，兩人被稱呼為「東邊有秋葉原的鈴、西邊有日本橋的純」的名號。
然而受到鈴退出明星界的影響以及在過去兩人搭擋時因為收入以七三分帳的比例而傻傻被騙的心理不平衡，便決定轉學到鈴所在的學校來復仇。一當上學生會長後的第一件事就是刪除科特部大量的經費，使其陷入經費不足、孤立無援的狀態，最後該社團被廢除。可是在登場後卻被改藏以關西人吃章魚燒配白飯很奇怪為理由調侃了一頓，為了發洩情緒而找上地丹並強迫裝扮成大阪地區某球隊的知名棒球投手。
此後率領兩名學生委員繼續與科特部對壘，分別為田邊美男和公文數夫。然後在登場了數回之後存在感逐漸薄弱，連科特部的人也都忘記了他的名字。
漫畫版後半段意外成為改藏交往的人之一。
（配音：新谷良子）
改蔵的同學之一。喜歡動物。除此之外別無明顯特徵的唯一一位普通女高中生。
竹田
地丹的學弟。故事中期登場。
有著溫厚但鞠躬盡瘁的個性，是目前除了地丹以外唯一敢光明正大地自吹自擂的人物。
良子老師（配音：岩男潤子）
26歲獨身。一段時間曾擔任保健室醫生。後期總是穿著水手服登場。
吉田
虎馬高中的校長。
於連載初期登場時只是一名普通的校長，在被發現自身有受虐體質以後每次一登場都是在校長室內被人撞見，然後總是身為被虐待的一方。

### 家人
改藏的母親（配音：平田真菜）
確切的名字不詳。有著冷靜地處理事情的性格，當羽美開始失控爆走時都能使之安定下來。
故事後期與改藏同居一間公寓。
改藏的父親
與母親相同確切的名字不詳。改藏說他的身分是忍者，因為不常與母子見面就很少有交集。
名取義三郎
羽美的父親。因為經常性的被忽略，也是令全家支離破碎的起因，那時之後便不見蹤影。
名取由美
羽美的母親。
名取翔太
羽美的弟弟。經常被姊姊當作是詛咒儀式的試驗品。
初登場時原本是改藏小時候的朋友，然後經常跟姊姊和改藏一起遊玩；在全家支離破碎之後便不見蹤影。
地丹的母親
溫柔的她常常受門口狗性格的地丹欺負。其中有一話因不堪欺負，殺死了地丹。再後來還有了情夫。
地丹母親的情夫
地丹母親在國中時期的同班同學兼青梅竹馬。職業是公寓出租人，與地丹母親相處的期間有了小孩。其有錢的身分意外跟地丹合得來，會常常用錢使喚地丹。
雖然容貌兇惡但內裡善良。似乎有當過鎮上的委員長，改藏因此認為是「好人」。
愛影老師
山田同學的母親。另一身分為前天才補習班戲劇班高材生，目前是首席監督。其監督、主演並得獎的作品多的不計其數，凡是親自監督、指導過的戲劇作品都一定會有愛的元素在裏頭。其身為影迷的改藏也為之佩服。
其指導的方針非常嚴格。「如果一有什麼不對的地方（尤其是對於Love的正確發音）或不高興，就會朝對方丟一塊生肉過去」改藏如此描述。最擅長演出的角色是自創的"戀愛地藏"的石像，曾因為此賞識地丹的演技，有時會以該形象在家中走動。
人物設定是來自「玻璃假面」系列的配角月影千草。

### 天才補習班
入學資格審核非常嚴格，就讀的大部分是被補習班發掘的天才兒童。改藏撞到頭部之後回到補習班，引發了波及三棟房子和兩側鄰居的大爆炸。天才補習班被視為危險集團而被迫解散，半途而廢的天才流落到社會，無法處理的能力化為變態的力量。除了時尚老師和愛影老師較頻繁地登場，其他天才補習班角色基本只在一話中登場，也就是所謂的「一次性角色」。
睡眠學習班 讓你睡不著同盟
真實姓氏為大平。三兄弟。因為當時改藏引起的意外而使正在進行睡眠實驗的他們永遠失眠，登場時為了要找改藏復仇而在三更半夜潛入他朋友、同學的的家中用耳語說些思考了多久也無法回答出來的問題，使其不斷的思考而達成失眠的目的，同時孤立改藏。在找上改藏並使用同樣的方法時，卻因為所有的問題在睡夢中改藏都能解答得出來而輸得心服口服，最後以十年沒有睡覺為由當場呼呼大睡。
為眾多天才補習班的學生中最初登場的角色（動畫版中改目加田為第一順位）。
足球訓練班 目加田（配音：石田彰）
改藏的學弟。現在為日本代表隊"J-League"法國分部的隊員之一。熱愛與法國有關的東西（包括部長彩園鈴的髮型）。擅長的絕技為「必殺傳球」（改藏曾說過一旦使出該絕招就不知球會踢到哪去），中途也因為自我感覺過於良好而失控，讓整個虎馬町帶來大麻煩。最後其失控的狀況被正在閱讀鐵道雜誌的地丹給無意地阻止。
蒟蒻班 克典
情报操作班 謠言金藏
原本是訓練以後去管理國家各式機密、而且口風非常緊密的補習班學員，在因為改藏的腦傷使天才補習班發生意外後淪為偷偷講悄悄話與街頭巷談等瑣碎小道消息的半調子，懷恨之下想找改藏復仇。
中途因為得知羽美在時空膠囊中的結婚申請書此事，而抓到把柄去大肆宣傳。最後在改藏的反問下啞口無言。
海苔養殖班（生涯學習成人班） 海苔兄　
現在為於鎮上經營販售海苔的老闆，風評相當不好。有喜歡用海苔貼在學校裡面細眉毛學生的癖好。後來不知為何與改藏成為朋友。
寫名字班 文太
初登場時全裸、時常不經意地手持著一支筆到處走動，習慣在所有人持有的物品上寫名字。在過去身為普通人的時候是以慈善活動的名義，幫某位重要的人物寫很大的名字，但因為後來不小心寫錯某男女朋友的名字，而造成所有人的不便。最後因為改藏的關係，身上有著從地丹那邊移植過來的東西。
服飾班（現東京MOOD學園園長） 馬莉歐（時尚老師）（配音：三木真一郎）
留著淺黃色馬桶蓋髮型的中年男子。穿著奇特（吊帶與短褲）。對於所有服裝的由來以及正確的穿法非常講究，而且也知道當今正確的流行走向。
與愛影老師同為經常出現的天才補習班相關人物，有時會通知改藏一些消息。到了漫畫版後期則是幾乎不再登場。
在絕望先生裡面也有登場。
重點班 阿發
OB大師阿奇拉導演、工作人員天才組
在科特部部長提議、開始籌備拍電影時，不請自來的製作組。
其導演對拍攝的全部細節都非常注意（也包含個人感情），也因此重拍了三十幾次的"火車版鐵達尼號"，但到了最後正式公開上映時只挑了有彩園部長的片段來放映。
特殊惡作劇部隊 南瓜隊
集合了許多最會惡作劇的補習班學員所組成的部隊。每個成員都是頭戴萬聖節南瓜的裝扮，所以知道他們的人會以「南瓜頭」做為登場的代號。因為改藏在過去曾經也是該部隊的隊員之一，知道被找上的目標如果不給糖或者物品不合他們的胃口就會做出出人命的惡作劇，因此對於他們的出現感到非常地恐懼。
婚喪喜慶班 鐵廣
宗教法人班 高羽寺（配音：山口勝平）
原來為天才補習班內部設立的神社“天才大社”的住持，以前見過小時候正在慶祝七五三慶典的改藏。在因為改藏的腦傷使天才補習班發生意外之後轉職，目前是某神廟的神官之一。
司儀班 廣司
辯護人養成班 恭一
自衛隊同好會
貴族團隊 內襯男爵
搜查一課班 阿重
人事班 百村
情報傳達班 裕二
童話作家班 國王
牛郎 阿晃
巴西支部團隊領導養成班 多卡
戲劇班 愛影老師、天才童星小健
未爆彈處理班
諸位有識之士
考古學班 教授 沙古奇
天文班 阿充(月球、土星學長、地球學長、哈雷學長
數學講師 陳老師
體育會系俱樂部
學生 明雄、次二郎
傾奇者班 前田（配音：高岡瓶瓶）
身形高大，穿著古代盔甲的中年人。為改藏於愛影老師和時尚老師馬莉歐外，第三個相當尊敬的對象。在改藏打算想訓練羽美培養「傾奇者」氣氛時不請自來，原本改藏想要讓他見識羽美修行的成果，可是前田在那時注意到旁邊的地丹之後，就決定由地丹來表現。
代理大使養成班 代理大使
平面媒體制作人 阿聰
旅遊領隊 原桐
自然保護班 GW尼可璐璐教授
冷酷班 木戶片老師
預告片制作班 東崎
大量消費班 THE·GREAT·浪費
秘書養成班 寶田
冷酷無情班 木戶方老師
預告片製作人班 東崎
大量消費班 大浪費
戰地攝影師養成班 雅史
醫生遊戲班 淋醫生

## 故事主要場景
虎馬高中
昭和60年創立。初期設定為公立高中，惟後期在漫畫中說明是私立高中。傳聞是由山田同學的家族在幕後支持營運。掌握實權的故然是校長，但在鈴和改藏作出花巧的指導下，校內不同的學會和活動被篡改和兼併，結果成為一間不知內裡乾坤的學校
科特部
科學特捜部的簡稱。原本是一個普通不過的科學部，卻被改藏妄想而改了名稱，且得到部長和學校的認可。部員在此以後大幅稍減，剩下4位成員進行幾乎與科學無關的實驗。有些時候更會化身為偵查隊，解決虎馬高中學生遇上的各種怪事。一般來說，最後都會牽扯到天才補習班的人。
勝家
改藏及其父母的家庭，其父是忍者，改藏及其母也從沒見過其父，而他們是用了「妊法」生出改藏的。漫畫後期羽美搬到勝家居住。
名取家
成員有羽美父母及弟弟。
坪内家
成員有父母，地丹，弟弟砂丹及妹妹牡丹。後期地丹母親有外遇。地丹在家裡是門口狗。
山田家
以前曾是有錢人家。

## 用語、相關集團
吶喊尿壺會（叫ぶシビンの会）
以不斷用淫穢的長詩或俳句、改編的散文來騷擾附近學生為樂的社團，全部包含隊長只有三名社員。
特徵是全員全身一絲不掛，只戴著一瓶尿壺。隊長是剝皮榴槤，因為自身的弱點被改藏識破而使出絕招，雖然使出了尿壺魚缸和必殺技瓶中船來對付改藏，但招數仍然被改藏一方破解並全員戰敗。最後全部的成員連帶尿壺被當成附近住宅區趕貓的工具來用。
最大妄想集團「吐鬼女嬉」（最大妄想集団「吐鬼女嬉（ときめき）」）
數年前一度使關東地區造成大規模恐慌的妄想集團。成員都是經常在妄想的人，旗下有「染恥面垂」、「痛胸」、「暗痔江癩胃苦」等加盟團體，代理的指揮曾表示改藏是創始人兼第一任隊長。在幾年後因為一部分成員在學校的行動被改藏發現而曝光，然後被改藏要求在當晚召集所有加盟團體做最後一次妄想遊行並解散。
全國極限聯盟（全国ギリギリ連盟）
簡稱為「全極聯」，以為了“挑戰全世界所有領域各式各樣的極限”所成立的聯盟。已知登場的有兩位成員（一高一矮），在虎馬町帶來了很多麻煩。他們曾說這樣的價值觀是因為改藏的所作所為啟發的，最後該兩位成員被地丹拉去體驗短時間轉乘電車的極限。
「輕井澤」度假村集團
「改造湘南海岸」協會
染血的泳褲
虎馬高中流傳出來的游泳池鬼故事。內容是曾經有一位少年在該泳池溺斃，可是屍體再也沒有浮上來，而且浮上來的就只有一件屁股的部位染血的泳褲。從那時起游泳池就因為學生的恐慌而被封閉，沒有再開放過。
「被禁止的遊戲」俱樂部（禁じられた遊びクラブ）
以「分享會員之間，所有小時候被父母、師長給禁止的遊戲」為目的所成立的俱樂部。入口隱密且會員的進出管理相當嚴格，必須要念出特定的通關密語(但是改藏在此時並不知道部長與羽美在開門的時候混了進來)，而且也準備了許多相對應的道具。
當羽美在過去有關於玩遊戲的黑歷史被改藏當場揭發出來後，為了平息怨氣就拿出長頭髮的人偶給他玩（剪人偶的頭髮也是被禁止的遊戲其中之一），但被不斷長長的頭髮給打敗。
會長曾提及之被禁止的遊戲當中，已知的有算盤滑板、亂按門鈴、把食物當玩具、手指停住風扇、在冰箱上塗鴉以及面紙盒當鞋子等等。
無強迫觀念商店街、強迫觀念之館
前者為看似是尋常不過的商店街，不過沒有任何強迫觀念。後者是一棟看似普通的洋房，但裡面充斥著許多被各種類型的強迫觀念給控制的人（如同殭屍一樣）。地丹的思考觀曾因此受到龐大的影響。
國立機密圖書館
放置許多有關於所有人身上詳細個人資料的圖書館。
戀愛地藏
愛影老師監督的劇作中出現的角色。雖然該角色本身是個石頭，但卻很少有演員能勝任，據說是只有愛影老師才能勝任的傳奇角色。地丹一度因為受到賞識而成為該角色的主演，不過以想要去國外發展為由謝絕了該演出的機會。
缺少的「零件」
戀愛的「祕訣」（恋の「コツ」）
羽美因為地丹的戲言而產生的想法。特點是「只要改藏對羽美心生恐懼的話，就會產生出愛的好感度。」
地丹星球
在漫畫番外篇裡改藏一行人所來到的星球。當地人的長相、身形都很像地丹，而且身著代表下等人的黑衣。對於所有事物的價值觀判斷標準與地球人完全相反。
當居民們一看到從地球來的地丹時，就把他當作傳說中會給予救贖的白衣之神使之尊敬。
地丹面具
在鎮上博物館中做主題展覽的古埃及文物，其臉的樣子很像地丹。
傳說中不管地位、職業再怎麼高等的人，只要一戴上該面具就會變得像卑微的下等人一樣。當日展覽之後的晚上被改藏偷了出來，說是要做點好事。但被地丹抓到機會試圖把面具戴到改藏的頭上，中途也因為失誤戴在別人的頭上以見識了該效果。雖然最後成功使改藏戴上面具，可是卻因為沒有人比地丹更下等而使效果互相抵消。
秀才補習班（秀才塾）
於漫畫連載後期登場。為天才補習班的競爭對手，與天才補習班不同的是全部的學生均為社會上最頂級的菁英所組成。

## 出版書籍
| 卷數 | 小學館         | 小學館             | 長鴻出版社     | 長鴻出版社        |
| 卷數 | 發售日期       | ISBN               | 發售日期       | EAN               |
| ---- | -------------- | ------------------ | -------------- | ----------------- |
| 1    | 1999年1月18日  | ISBN 4-09-125531-0 | 2001年7月30日  | EAN 4710765158866 |
| 2    | 1999年3月18日  | ISBN 4-09-125532-9 | 2001年8月20日  | EAN 4710765160661 |
| 3    | 1999年5月18日  | ISBN 4-09-125533-7 | 2001年10月17日 | EAN 4710765161316 |
| 4    | 1999年7月17日  | ISBN 4-09-125534-5 | 2001年11月6日  | EAN 4710765161859 |
| 5    | 1999年10月18日 | ISBN 4-09-125535-3 | 2002年1月9日   | EAN 4710765162702 |
| 6    | 2000年1月18日  | ISBN 4-09-125536-1 | 2002年10月14日 | EAN 4710765168025 |
| 7    | 2000年4月18日  | ISBN 4-09-125537-X | 2004年2月16日  | EAN 4710765169282 |
| 8    | 2000年7月18日  | ISBN 4-09-125538-8 | 2004年11月16日 | EAN 4710765181260 |
| 9    | 2000年10月18日 | ISBN 4-09-125539-6 | 2004年12月27日 | EAN 4710765189617 |
| 10   | 2000年12月18日 | ISBN 4-09-125540-X | 2005年7月24日  | EAN 4710765189624 |
| 11   | 2001年3月17日  | ISBN 4-09-126171-X | 2006年3月7日   | EAN 4710765201869 |
| 12   | 2001年6月18日  | ISBN 4-09-126172-8 | 2006年3月22日  | EAN 4710765203061 |
| 13   | 2001年9月18日  | ISBN 4-09-126173-6 | 2007年1月9日   | EAN 4710765209377 |
| 14   | 2001年12月18日 | ISBN 4-09-126174-4 | 2007年6月4日   | EAN 4710765212728 |
| 15   | 2002年3月18日  | ISBN 4-09-126175-2 | 2007年8月17日  | EAN 4710765214876 |
| 16   | 2002年5月18日  | ISBN 4-09-126176-0 | 2007年9月21日  | EAN 4710765217297 |
| 17   | 2002年8月9日   | ISBN 4-09-126177-9 | 2008年3月6日   | EAN 4712805820184 |
| 18   | 2002年11月18日 | ISBN 4-09-126178-7 | 2008年3月11日  | EAN 4712805821112 |
| 19   | 2003年1月18日  | ISBN 4-09-126179-5 | 2008年3月17日  | EAN 4712805822164 |
| 20   | 2003年3月18日  | ISBN 4-09-126180-9 | 2008年4月17日  | EAN 4712805822867 |
| 21   | 2003年6月18日  | ISBN 4-09-126461-1 | 2009年2月4日   | EAN 4711552440188 |
| 22   | 2003年9月18日  | ISBN 4-09-126462-X | 2009年4月6日   | EAN 4711552441901 |
| 23   | 2003年12月18日 | ISBN 4-09-126463-8 | 2009年11月21日 | EAN 4711552447804 |
| 24   | 2004年3月18日  | ISBN 4-09-126464-6 | 2009年12月19日 | EAN 4711552448498 |
| 25   | 2004年6月18日  | ISBN 4-09-126465-4 | 2010年5月24日  | EAN 4713469352158 |
| 26   | 2004年9月17日  | ISBN 4-09-126466-2 | 2010年6月23日  | EAN 4713469352448 |

新裝版
| 卷數 | 小學館         | 小學館                 |
| 卷數 | 發售日期       | ISBN                   |
| ---- | -------------- | ---------------------- |
| 1    | 2010年4月16日  | ISBN 978-4-09-122075-2 |
| 2    | 2010年4月16日  | ISBN 978-4-09-122076-9 |
| 3    | 2010年5月18日  | ISBN 978-4-09-122077-6 |
| 4    | 2010年6月18日  | ISBN 978-4-09-122078-3 |
| 5    | 2010年7月16日  | ISBN 978-4-09-122079-0 |
| 6    | 2010年8月18日  | ISBN 978-4-09-122080-6 |
| 7    | 2010年9月17日  | ISBN 978-4-09-122084-4 |
| 8    | 2010年10月18日 | ISBN 978-4-09-122085-1 |
| 9    | 2010年11月18日 | ISBN 978-4-09-122086-8 |
| 10   | 2010年12月17日 | ISBN 978-4-09-122087-5 |
| 11   | 2011年2月18日  | ISBN 978-4-09-122088-2 |
| 12   | 2011年3月18日  | ISBN 978-4-09-122229-9 |
| 13   | 2011年4月18日  | ISBN 978-4-09-122230-5 |
| 14   | 2011年6月17日  | ISBN 978-4-09-122235-0 |

## OVA
本作於2011年1月宣佈動畫化，2月宣佈形式為3集隔月推出的OVA，Blu-ray及DVD同時發售。由SHAFT製作。

### 製作人員
- 原作：久米田康治
- 企劃：森山敦、橫田清
- 總監督：新房昭之
- 監督：龍輪直征
- 系列構成：東富耶子、高山克彥
- 劇本：高山克彥
- 人物設定、總作畫監督：山村洋貴
- 主動畫師：岩崎安利
- 美術監督：飯島壽治
- 色彩設計：瀧澤泉
- 視覺效果：酒井基
- 剪接：關一彦
- 攝影監督：江藤慎一郎
- 音響監督：龜山俊樹
- 音樂：川田瑠夏
- 音樂製作：StarChild Records
- 動畫製作人：久保田光俊
- 動畫製作：SHAFT
- 製作人：宮本純乃介
- 製作：改造新人類製作委員會

### 主題曲
- 片頭曲：
主唱：水木一郎與特攝，作詞：，作曲：NARASAKI，編曲：特攝
分鏡、演出：龍輪直征，作畫監督：伊藤良明
- 片頭曲：
主唱：新☆谷良子，作詞、作曲、編曲：前山田健一
分鏡、演出、作畫監督：沼田誠也

### 各話製作資料
| 卷數 | 話數  | 日文標題           | 中文標題           | 日文副標題                  | 中文副標題              | 分鏡                      | 演出                          | 作畫監督                  | 發售日期       |
| ---- | ----- | ------------------ | ------------------ | --------------------------- | ----------------------- | ------------------------- | ----------------------------- | ------------------------- | -------------- |
| 上卷 | 第1話 |                    | 覺醒的男人         |                             | 詩情畫意！？            | 龍輪直征                  | 龍輪直征                      | 山村洋貴 岩崎安利（輔助） | 2011年5月25日  |
| 上卷 | 第1話 |                    | 覺醒的男人         | 一起步便停不了！？          | 岩崎安利                | 龍輪直征                  | 西田美彌子                    |                           | 2011年5月25日  |
| 上卷 | 第1話 |                    | 覺醒的男人         | 學校之泳褲                  | 龍輪直征                | 龍輪直征                  | 阿部嚴一朗 西田美彌子（輔助） |                           | 2011年5月25日  |
| 上卷 | 第2話 |                    | 美麗的男人們的品格 | 學校之泳褲                  | 龍輪直征                | 龍輪直征                  | 阿部嚴一朗 西田美彌子（輔助） |                           | 2011年5月25日  |
| 上卷 | 第2話 |                    | 美麗的男人們的品格 | 法國在哪裡！？              | 龍輪直征                | 龍輪直征                  | 實原登                        |                           | 2011年5月25日  |
| 上卷 | 第2話 |                    | 美麗的男人們的品格 | 時裝大魔王！？              | 岩崎安利                | 岩崎安利                  | 岩崎安利                      |                           | 2011年5月25日  |
| 中卷 | 第3話 |                    | 炎之幻影紅天女     |                             | 令人不知所措的愛情故事  | 今泉賢一                  | 龍輪直征                      | 岩崎安利                  | 2011年8月10日  |
| 中卷 | 第3話 |                    | 炎之幻影紅天女     | 為這孩子慶祝七歲生辰        | 梶浦紳一郎              | 今泉賢一                  | 龍輪直征                      |                           | 2011年8月10日  |
| 中卷 | 第3話 |                    | 炎之幻影紅天女     | 充滿極限的一天…！？         | 今村亮                  | 高橋美香 山村洋貴         | 龍輪直征                      |                           | 2011年8月10日  |
| 中卷 | 第4話 |                    | 背叛的科學         | 充滿極限的一天…！？         | 今村亮                  | 高橋美香 山村洋貴         | 龍輪直征                      |                           | 2011年8月10日  |
| 中卷 | 第4話 |                    | 背叛的科學         | 冥頑不靈娘。                | 大谷肇                  | 大谷肇                    | 森川均                        |                           | 2011年8月10日  |
| 中卷 | 第4話 | 來自西面的女人！！ | 背叛的科學         |                             | 大谷肇                  | 大谷肇                    |                               |                           | 2011年8月10日  |
| 下巻 | 第5話 |                    |                    |                             |                         | そえたかずひろ            | 大谷肇                        | 工藤裕加（總） 清水博明   | 2011年10月26日 |
| 下巻 | 第5話 |                    |                    | 橋本アキラ                  | 工藤裕加（總） 小山知洋 |                           | 大谷肇                        |                           | 2011年10月26日 |
| 下巻 | 第5話 |                    |                    | 龍輪直征                    | 龍輪直征                | 梶浦紳一郎                |                               |                           | 2011年10月26日 |
| 下巻 | 第5話 |                    |                    | 岩崎安利                    | 龍輪直征                | 岩崎安利                  |                               |                           | 2011年10月26日 |
| 下巻 | 第6話 |                    |                    |                             |                         | 龍輪直征                  | 龍輪直征                      | 梶浦紳一郎                | 2011年10月26日 |
| 下巻 | 第6話 |                    |                    | 川畑喬                      | 川畑喬                  | 小澤円                    |                               |                           | 2011年10月26日 |
| 下巻 | 第6話 |                    |                    | 龍輪直征 蘆野芳晴（歌部分） | 川畑喬                  | 田中穰 中山初絵（歌部分） |                               |                           | 2011年10月26日 |
| 下巻 | 第6話 |                    |                    | 龍輪直征                    | 龍輪直征                | 山村洋貴                  |                               |                           | 2011年10月26日 |

## 網路廣播
以《かってに改蔵ラジオしてもいいぜ》為標題2011年6月15日到11月16日於Animate TV上進行放送。隔週星期三更新。全12回。
主持人
- 斎藤千和（坪内地丹役）

來賓
- 櫻井孝宏（勝改蔵役）（第2、3、8回）
- 喜多村英梨（名取羽美役）（第4、5、11回）
- 堀江由衣（山田同學役）（第6、7回）
- 新谷良子（しえちゃん役、新☆谷良子役）（第9、10回）

DJCD
| 標題                                | 發售日期  | 產品標號       | 來賓                 |
| ----------------------------------- | --------- | -------------- | -------------------- |
| DJCD かってに改蔵ラジオしてもいいぜ | KICA-3167 | 2011年10月26日 | 櫻井孝宏（勝改蔵役） |

## 外部連結
- 漫畫官方網站
- 動畫官方網站 （页面存档备份，存于）
- ゆとりWeb （页面存档备份，存于）
- （日語）